# Слай, Лиз
Лиз Слай (англ. Liz Sly; род. XX век, Англия, Великобритания) — журналистка. Корреспондент газеты The Washington Post.

## Образование и карьера
Родилась в Англии. Окончила Кембриджский университет, получив степени бакалавра и магистра в области истории.
Начала журналистскую карьеру в 1980-х годах в качестве стрингера газеты Daily Star в Бейруте, Ливан. Позже, будучи фрилансером, в том числе для Chicago Tribune и Sunday Times, освещала гражданскую войну в Ливане. В 1987 году Chicago Tribune предложила ей работу в Чикаго, штат Иллинойс, США. В Чикаго Слай была сотрудником отдела Chicago Tribune, освещавшим метрополитенский ареал. В 1989 году Chicago Tribune отправила её в Вашинтон. В 1990 году Слай освещала Войну в Персидском заливе сначала из Багдада, Ирак, а позже из Кувейта. В 1991 году стала корреспондентом Chicago Tribune в Йоханнесбурге, Южно-Африканская Республика. В 1996 стала корреспондентом Chicago Tribune в Пекине, Китай. С 2000 по 2001 год работала из Лондона. С 2001 по 2004 освещала войны в Афганистане и Пакистане. В 2004 году переехала в Рим, Италия.
5 апреля 2005 года, после смерти папы Иоанна Павла II, была опубликована статья Слай в Chicago Tribune о процессе выбора следующего папы. В 2006 году переехала в Бейрут. В общей сложности проработала в Chicago Tribune 22 года.
В апреле 2009 года Слай присоединилась к газете Los Angeles Times, став корреспондентом в Багдаде. В 2010 году стала главой бюро газеты The Washington Post (WP) в Багдаде. В 2011 году переехала в Бейрут.

## Награды
1995 и 1996 год: Международный репортёр года по версии Национальной ассоциации чёрных журналистов за работу из Африки;
2003 год: Премия Джорджа Полка за вклад в серию статей о мусульманских мужчинах, депортированных из Америки;
Награда Зарубежного пресс-клуба за вклад в серию статей о перенаселённости;
2017 год: Премия Бена Брэдли за мужество в журналистике от WP;
2019 год: награда «За отвагу в журналистике» от Международного фонда женщин, работающих в СМИ.